# Erzbistum Suiyüan
Das Erzbistum Suiyüan [Hohot] (lateinisch Archidioecesis Soeiiuenensis; chinesisch 綏遠, 呼和浩特) ist eine in der Volksrepublik China gelegene Diözese der römisch-katholischen Kirche und Metropolitansitz.
Unter Papst Pius IX. wurde am 21. Dezember 1883 das Apostolische Vikariat der Südwest-Mongolei [Mongolia Occiduo-Meridionale] (chin. 西南蒙古) aus dem Apostolischen Vikariat der Mongolei (chin. 蒙古) heraus gegründet. Erster Bischofsvikar war der Belgier Alphonse de Voss CICM. Unter Papst Benedikt XV. wurde 1922 auf einem Teil des Gebietes das Apostolische Vikariat Ninghsia gegründet; der Rest des Apostolischen Vikariats der Südwest-Mongolei wurde in Apostolisches Vikariat Suiyüan [Hohot] umbenannt. Durch Papst Pius XII. wurde am 11. April 1946 das Vikariat zum heutigen Suiyüan (Hohhot) erhoben; erster Erzbischof war Ludovicus Morel CICM.
Dem Erzbistum sind die Suffragane Ningsia [Yinchuan 寧夏], Siwantze [Chongli-Xiwanzi 西彎子] und Tsining [Jining 集寧] zugeordnet.

## Ordinarien

### Apostolischer Vikar der Südwest-Mongolei
- Alphonse de Voss CICM, (德玉明), (1883–1888)
- Ferdinand Hamer CICM, (韩默理), (1888–1900)
- Alfonso Bermyn CICM, (闵玉清), (1901–1915)

### Apostolischer Vikar von Suiyüan
- Louis Van Dyck CICM, 葛崇德, (1915–1937)
- Ludovicus Morel CICM (1938–1951)

### Erzbischof von Suiyüan
- Ludovicus Morel CICM (1938–1951)
- Francis Wang Xue-ming CICM, 王學明, (1951–1997)
- Sedisvakanz (1997 – 2018)
- Paul Meng Qing-lu (seit 2010 als Erzbischof der Chinesischen Katholisch-Patriotischen Vereinigung und seit 2018 auch mit Anerkennung des Heiligen Stuhls)

Als Resultat der Verfolgung der Römisch-Katholischen Kirche in China verstarb 2009 Weihbischof Leon Yao Liang, der über 28 Jahre in Haft verbrachte.